# Crotalaria deightonii
Crotalaria deightonii är en ärtväxtart som beskrevs av Frank Nigel Hepper. Crotalaria deightonii ingår i släktet sunnhampor, och familjen ärtväxter. Inga underarter finns listade i Catalogue of Life.